# Schwan's Company
Schwan's Company er en amerikansk fødevarevirksomhed, der producerer og sælger frosne fødevarer. Virksomheden er familiejet og et datterselskab til sydkoreanske CJ CheilJedang. Schwan's blev etableret af Marvin Schwan i 1952.
Schwan's Company kendes for: Freschetta Pizza, Tony's Frozen Pizza, Mrs. Smith's Pies, Edwards Frozen Pies, Pagoda Egg Rolls og   Red Baron  Pizza.